# Schistura caudofurca
Schistura caudofurca és una espècie de peix de la família dels balitòrids i de l'ordre dels cipriniformes.

## Morfologia
Els mascles poden assolir els 8,1 cm de longitud total.

## Distribució geogràfica
Es troba a Laos i la conca del riu Roig al sud de la Xina i el nord del Vietnam.

## Amenaces
Les seues principals amenaces són la desforestació, les pràctiques agrícoles gens sostenibles i la construcció de preses que redueixen o interrompen el cabal dels rius.